# Epidendrum armeniacum
Epidendrum armeniacum  Lindl., 1836, è una pianta della famiglia delle Orchidacee originaria dell'America Meridionale.

## Descrizione
È un'orchidea di piccole dimensioni che cresce epifita sugli alberi della foresta tropicale. E. armeniacum  presenta steli eretti, ricoperti alla base da guaine tubolari e recanti verso l'apice numerose foglie amplessicauli, erette, sottili, di forma strettamente lanceolata, ad apice acuto.
La fioritura avviene nella tarda primavera, mediante un'infiorescenza terminale, racemosa, derivante dallo stelo maturo, arcuata o ricadente, che porta numerosi piccoli fiori. Questi sono grandi in media 2 centimetri, hanno aspetto carnoso e consistenza cerosa e hanno petali e sepali gialli come il labello.

## Distribuzione e habitat
La specie è originaria del Sud America, in particolare di Ecuador, Perù, Brasile e Bolivia, dove cresce epifita in foreste tropicali montane, da 450 a 1600 metri sul livello del mare.

## Coltivazione
Questa pianta richiede mezz'ombra e temperature miti, più calde durante la crescita e la fioritura.